# Grand Prix Criquielion (Beyne-Heusay)
Cet article concerne l'ancienne course qui avait son arrivée à Beyne-Heusay. Pour la course qui a son arrivée à Deux-Acren, voir Grand Prix Criquielion.
Le Grand Prix Criquielion est une course cycliste belge qui a été disputée de 1989 à 2004, avec une interruption en 2002, en l'honneur de l'ancien cycliste professionnel Claude Criquielion. Son arrivée était située à Beyne-Heusay, par opposition à la course du même nom, toujours existante, qui a son arrivée à Deux-Acren.

## Palmarès
| Année | Vainqueur           | Deuxième              | Troisième           |
| ----- | ------------------- | --------------------- | ------------------- |
| 1989  | Rinus Ansems        | Denis Leproux         | Francis Lonneux     |
| 1990  | Lars Teutenberg     | Rob de Boer           | Erwin Stofmeel      |
| 1991  | Jan Erik Østergaard | Stig Guldbæk          | Derek Williams      |
| 1992  | Leith Sherwin       | David Perry           | Niels van Elzakker  |
| 1993  | Franky De Buyst     | Kurt Van de Wouwer    | Mario Moermans      |
| 1994  | Koos Moerenhout     | Mario Moermans        | Karel Poets         |
| 1995  | Glenn D'Hollander   | Sébastien Demarbaix   | Koos Moerenhout     |
| 1996  | Raivis Belohvoščiks | Philippe Vereecke     | Stive Vermaut       |
| 1997  | Davy Daniels        | Philippe Vereecke     | Jurgen Van de Walle |
| 1998  | Renaud Boxus        | Jurgen Van Roosbroeck | Danny Swinnen       |
| 1999  | Mario Raes          | David Plas            | Christophe Brandt   |
| 2000  | Chris Newton        | Danny Van Looy        | Frederik Willems    |
| 2001  | Steven Caethoven    | Wesley Van Der Linden | Igor Abakoumov      |
| 2002  | Non disputé         |                       |                     |
| 2003  | Reinier Honig       | Kenny Dehaes          | Kristof De Beule    |
| 2004  | Kurt Hovelijnck     | Pieter Ghyllebert     | Fredrik Johansson   |